# Ludwig Hussak

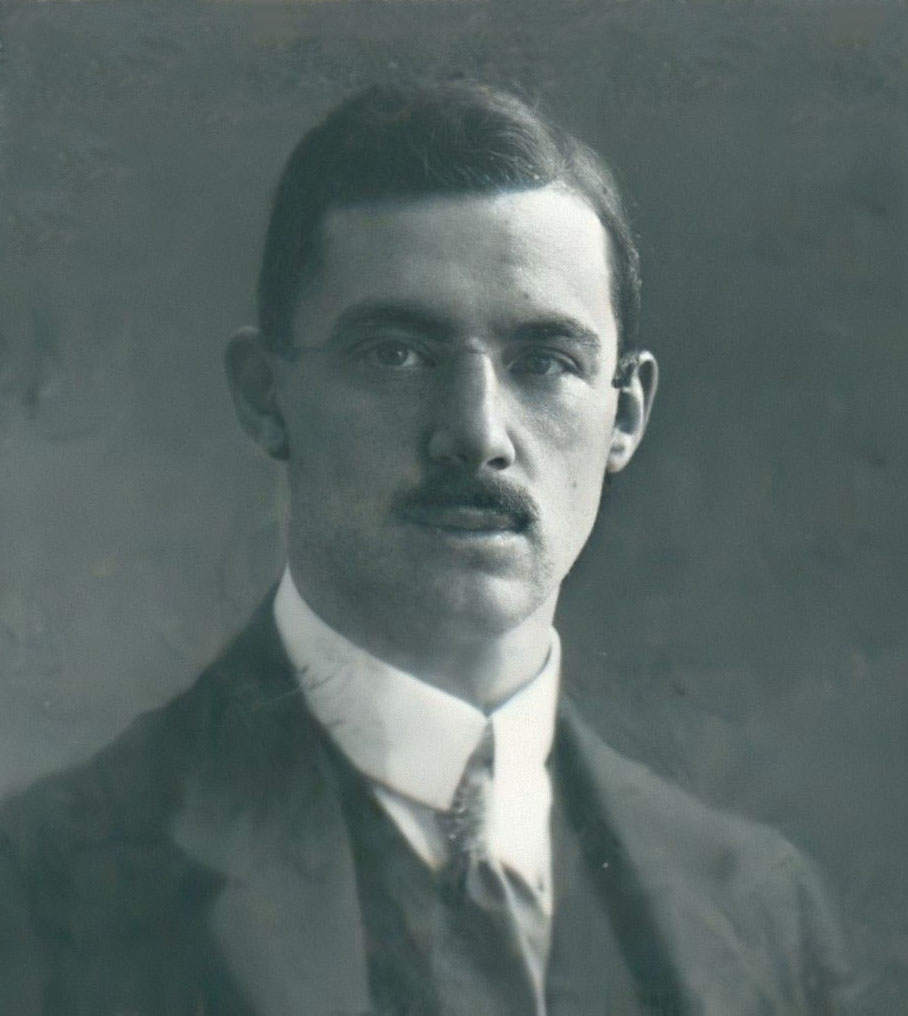
Imagem do futebolísta austríaco Ludwig Hussak.

Ludwig Hussak (31 de julho de 1883 - 5 de julho de 1965) foi um futebolista austríaco que jogava como atacante.Hussak começou a carreira no Vienna Cricket & Football Club em 1901,e ficou no clube até 1911,quando foi para o SV Amateure Wien, onde encerrou a carreira em 1914.chegou a ser convocado pela Seleção Austríaca de Futebol que jogou os Jogos Olímpicos de verão de 1912.jogou 14 vezes pela Seleção Austríaca de Futebol, marcando cinco gols.